# Günter Hepper
Günter Paul Hepper (* 9. April 1931 in Freiburg in Schlesien; † 13. November 2022 in Mirow) war ein deutscher Jurist und Hochschullehrer für Seerecht und Wirtschaftsrecht.

## Leben und Wirken
Günter Hepper wurde als Sohn des Schlossers Paul Hepper und dessen Ehefrau Frieda in Niederschlesien geboren.
Nach dem Ende des Zweiten Weltkrieges fand er in der mecklenburgischen Stadt Mirow am Mirowsee eine neue Heimat. Er erlernte den Beruf des Bau- und Möbeltischlers und arbeitete in der DDR unter anderem bei der Neptun Werft in Rostock. Als FDJ-Mitglied wurde er der DDR-Jugend als Vorbild dargestellt, da er sich zusammen mit seinen Arbeitskollegen auf der Rostocker Werft darum bemühte, „bis 1960 die durchschnittliche Bauzeit für ein Schiff von 210 Tagen auf 150 Tage herabzusetzen.“ Die Hochschulreife erwarb er nach dem Besuch von Abendkursen an der Volkshochschule. Er studierte vier Jahre an der Akademie für Staats- und Rechtswissenschaft der DDR bis 1963 in der Fachrichtung Außenpolitik. Seine Diplomarbeit schrieb er zu internationalen Wirtschaftsbeziehungen.
Hepper war von 1963 bis 1970 in leitender Position beim Intertext Fremdsprachendienst der DDR in dessen Außenstelle Rostock tätig. Während dieser Zeit absolvierte er ein Fernstudium Rechtswissenschaften an der Humboldt-Universität zu Berlin, das er 1970 als Diplom-Jurist abschloss.
An der Ingenieurhochschule für Seefahrt Warnemünde/Wustrow unter Leitung von Hermann Schneider wurde er im „Wissenschaftsbereich Seerecht“ zunächst als wissenschaftlicher Assistent angestellt, dann 1975 zum Oberassistenten ernannt und ab 1979 zum Dozenten für Seerecht berufen. Gutachter für seine 1975 verteidigte Doktorarbeit zum Thema Aspekte eines künftigen Flaggen- und Schiffsregisterrechts der DDR unter besonderer Berücksichtigung der Rechtsstellung der Seeschiffe waren Gerhard Reintanz und Jörgen Haalck sowie der Rostocker Seerechtler Peter Reichenbach. 1982 folgte die Promotion B mit dem Thema Die Rechtsordnung der Hochseefischerei nach Völkerrecht und ausgewähltem nationalen Recht unter Berücksichtigung der Interessenlage der Deutschen Demokratischen Republik. Diese Arbeit wurde antragsgemäß 1992 vom akademischen Grade Dr. sc. jur. in Dr. iur. habil. umgewandelt.
Bis 1992 blieb Hepper außerordentlicher Professor für Seerecht. Danach war er noch freiberuflich tätig.

## Beiträge in Fachzeitschriften (Auswahl)
- mit Friedrich Elchlepp: Zum Schiffsbegriff im rechtlichen Sinne. In: Seewirtschaft, 1975, S. 20–23, ISSN 0037-0886
- mit Max Oesau: Das Seehandelsschiffahrtsgesetz. In: Neue Justiz, 1976, S. 388 ff.
- Die Schiffsregisterverordnung der DDR. In: Hansa, Hamburg 1977, S. 1585–1588.
- Einige Grundprobleme der Ostseefischerei. In: Seewirtschaft, 1979, S. 609.
- mit Klaus Großkopf: Zur Ausübung von Zwangsmaßnahmen in Seehäfen gegenüber ausländischen Schiffen. In: Seewirtschaft, 1980, S. 598–602.
- Die exklusiver ökonomische Zone – ihr Rechtsstatus. In: Seewirtschaft, 1980 S. 734–736
- Die Rechtsgrundlagen des Fischfangs – eine kurze rechtsgeschichtliche Betrachtung. In: Wissenschaftliche Beiträge / Ingenieurhochschule für Seefahrt, Warnemünde – Wustrow, Heft 4/1981, S. 1–21, ISSN 0323-8725
- Prof. em. Dr. sc. jur. Gerhard Reintanz zum 70. Geburtstag. In: Seewirtschaft, 16. Jahrgang (1984), Heft 3 (März), S. 110 (mit Abb. des Geehrten), ISSN 0037-0886
- Zum Entwicklungsstand des Rechts der Verlegung von Unterseekabeln und Rohrleitungen. In: Seewirtschaft, 1987, 536 ff.
- Wracks auf dem Meeresgrund. Ist der Schiffseigentümer auch der Eigentümer des Wracks? In: Schiff und Zeit, 1987, S. 55, ISSN 1432-7880
- Zu Problemen der Steuerhoheit bei der Meeresnutzung in Meeresgebieten, die außerhalb der Territorialgewässer liegen. In: Internationales Wirtschafts-, Finanz- und Währungsrecht und ökonomische Sicherheit. (Ehrenkolloquium aus Anlass des 65. Geburtstages von Hans Spiller). Halle (Saale) 1988, ISBN 978-3-86010-201-5, S. 115 ff.
- Rechtslage der Meeresräume. In: Ausgabe 1 von Gesellschaftswissenschaftliche Beiträge zur Seewirtschaft, DNB 017231523
- mit Reinhard Müller: Das Registerprinzip im See-, Luft- und Weltraumrecht – eine rechtsvergleichende Betrachtung. In: Zeitschrift für Luft- und Weltraumrecht. 1990, S. 256 ff., ISSN 0340-8329